# (357439) 2004 BL86
(357439) 2004 BL86, também escrito como (357439) 2004 BL86, é um asteroide próximo da Terra que é classificado como um asteroide tipo V. Ele possui uma magnitude absoluta de 19 e tem m diâmetro de 325 metros. Este corpo celeste passou a 3,1 distâncias lunares (1,2 milhões de km) da Terra em 26 de janeiro de 2015 às 16:20 UTC.

## Descoberta
(357439) 2004 BL86 foi descoberto em 30 de Janeiro de 2004 pelo Lincoln Near-Earth Asteroid Research (LINEAR).

## Características orbitais
A órbita de (357439) 2004 BL86 tem uma excentricidade de 0,4030732 e possui um semieixo maior de 1,5022023 UA. O seu periélio leva o mesmo a uma distância de 0,8967048 UA em relação ao Sol e seu afélio a 2,108 UA.

## Satélite
Um satélite foi detectado pela primeira vez por telescópios terrestres pelos astrônomos Joe Pollock e Petr Pravec. Observações do Goldstone Deep Space Communications Complex e do Green Bank Telescope confirmou que o mesmo é um asteroide binário com um secundário com cerca de 70 metros de diâmetro. O secundário tem uma distância orbital estimada de, pelo menos, 500 metros do primário.